# Verbraucherinformation
Der Begriff der Verbraucherinformation umfasst Informationen, die in Umlauf gebracht werden, um Transparenz zu schaffen und zum besseren Verständnis für Konsumenten (das heißt für Endverbraucher) hinsichtlich der Eigenschaften, Stärken und Schwächen von Produkten und Leistungen beitragen sollen. Hierdurch wird die Einschätzung der Verbraucher zum Kauf oder zur Verwendung von Produkten und Dienstleistungen maßgeblich beeinflusst. Verbraucherinformationen können sowohl nach ihrer Art als auch nach ihren Quellen beziehungsweise ihren Kommunikationskanälen unterschieden werden.

## Hintergrund
Verbraucher spielen in unserem Wirtschaftssystem eine zentrale Rolle als Nachfrager von Waren und Dienstleistungen. Das Angebot auf dem Markt richtet sich nach den Bedürfnissen, Wünschen und persönlichen Präferenzen der Verbraucher, die durch ihr Handeln und ihre Entscheidungen die Ausgestaltung, Preis und andere Faktoren von Waren maßgeblich beeinflussen können.
Um die für ihn richtige Wahl zu treffen, stützten sich die Konsumenten nicht nur auf die offensichtlichen Faktoren wie Funktionalität, Aussehen und Preis, sondern auch immer mehr auf zusätzliche Verbraucherinformationen, die die Eigenschaften, Stärken und Schwächen eines Produktes oder einer Dienstleistung näher beschreiben. Bei der stetig wachsenden Angebotsvielfalt, einem rasanten Innovationstempo und einem breiten Spektrum an Informationsquellen und Medien wird es für den Konsumenten immer schwieriger, zuverlässige und relevante Verbraucherinformationen herauszufiltern.

## Produkteigenschaften
Die Eigenschaften von Produkten oder Dienstleistungen lassen sich nach Ingo Schoenheit im Wesentlichen in drei verschiedene Kategorien einteilen: 
- Sucheigenschaften kann der Käufer bereits vor dem Kauf eines Gutes durch die eigene Wahrnehmung („Inspektion“) vollständig beurteilen. Hierzu zählen zum Beispiel der Preis, das Aussehen und funktionale Eigenschaften
- Erfahrungseigenschaften erschließen sich dagegen erst nach dem Kauf bei Gebrauch des Produktes. Diese schließen zum Beispiel die Verarbeitung, Haltbarkeit, Pflege, Folgekosten und Service ein.
- Vertrauenseigenschaften sind für den Verbraucher kaum oder nur schwerlich nachprüfbar. Ob ein Produkt diese bestimmte Eigenschaft tatsächlich hat beziehungsweise hatte, muss „geglaubt“ werden. Darunter versteht man zum Beispiel Inhaltsstoffe, ökologische Herstellung, Umweltverträglichkeit.[2] Allerdings können hier besondere Initiativen wie unter anderem das Verbraucherinformationsgesetz zumindest teilweise Abhilfe schaffen. Das Gesetz sichert den Anspruch auf Information zu bestimmten Daten und Produkten.

Verbraucherinformationen können sich auf all diese Eigenschaften beziehen. Je nach Schwerpunkt und Hintergrund beleuchtet in der Regel eine Information einen bestimmten Teilbereich oder verschiedene Teilbereiche. Eine allumfassende Verbraucherinformation zu einem Produkt oder Dienstleistung kann man in der Regel kaum garantieren, sondern der Konsument muss sich aus verschiedenen Quellen sein eigenes Gesamtbild verschaffen.